# Mostra Internacional de Pallasses i Pallassos
La Mostra Internacional de Pallassos i Pallasses de Xirivella és un festival de teatre especialitzat en la figura del pallasso i la pallassa creat a Xirivella l'any 1993. Des de l'any 2014 està declarada com a Festa d'Interés Turístic Provincial al País Valencià. La mostra consisteix en la programació d'exhibicions d'espectacles nacionals i internacionals, organitzant-se activitats relacionades amb la tècnica del clown, com cursos, conferències, exposicions fotogràfiques, presentacions de llibres i debats. La Mostra de Pallassos s'ha consolidat com una cita important dins dels circuit de festivals d'àmbit nacional tenint el suport de diferents entitats i aconseguint crear una xarxa de relacions que ha donat lloc, entre d'altres, a la creació d'una escola privada de formació de pallassos i pallasses: l'Escola de Pallassos Los hijos de Augusto; un concurs de números de clown o la formació d'una associació cultural anomenada Més Riure, que organitza, entre altres activitats, cursos i tallers de risoteràpia.

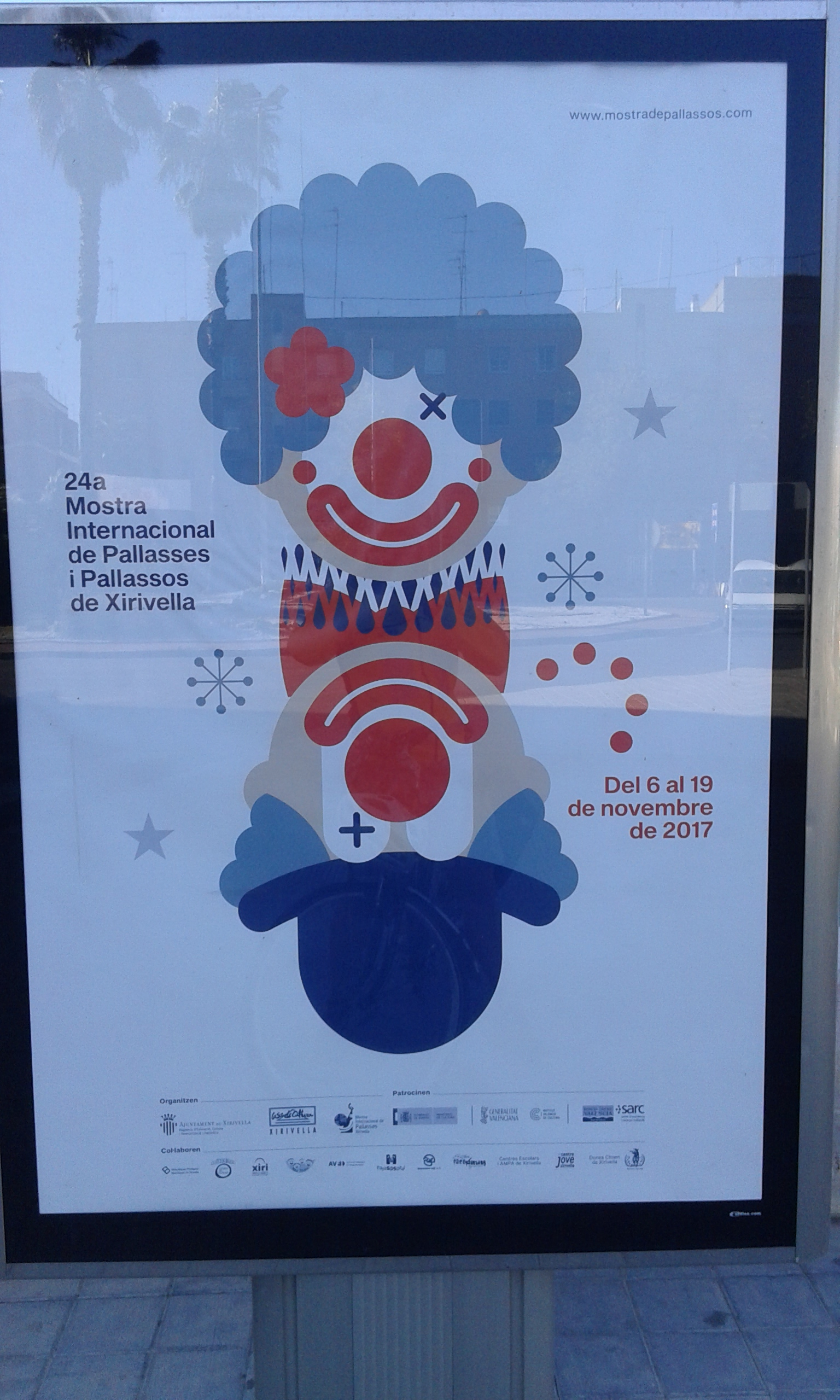
Cartell 24ª Mostra Internacional de Pallasses i Pallassos